# 皇家五港高爾夫俱樂部

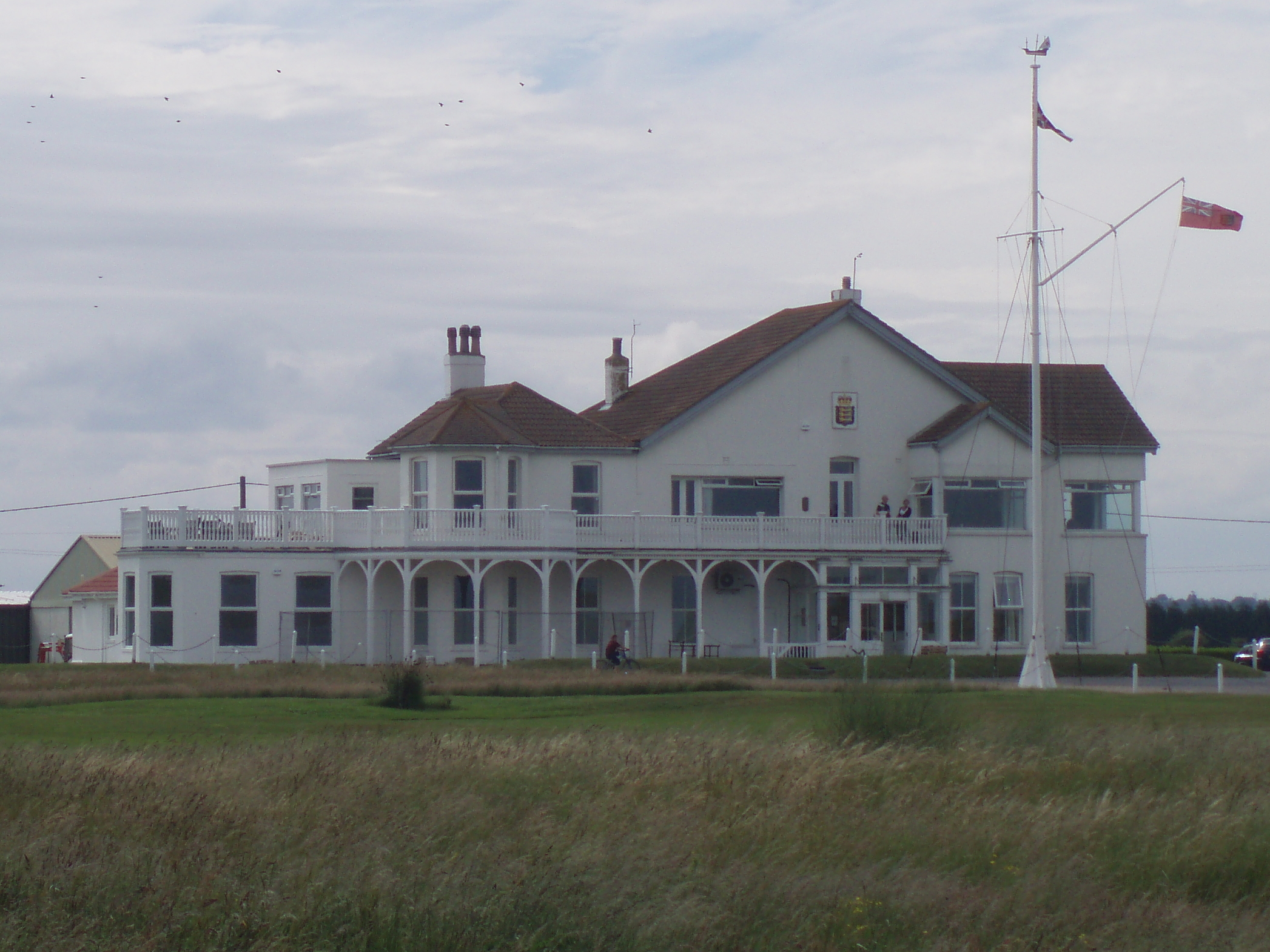

皇家五港高爾夫俱樂部（英語：Royal Cinque Ports Golf Club）是位於英國英格蘭東南部肯特郡迪爾的一座18洞林克思高爾夫球場。這座球場創建於1892年，在1909年和1920年兩次舉辦英國高爾夫公開賽。

## 外部連結
- 官方网站
- 维基共享资源上的相關多媒體資源：皇家五港高爾夫俱樂部
- Golf Club Atlas Guide （页面存档备份，存于）

51°14′22″N 1°23′47″E / 51.2395°N 1.3965°E